# Samoa National League 1982
Samoa National League 1982, còn có tên là Upolo First Division, là mùa giải thứ 4 trong lịch sử Samoa National League, giải đấu cao nhất của Liên đoàn Bóng đá Samoa. Alafua FC giành chức vô địch đầu tiên.